# Cooperativa minorista
Una cooperativa minorista es un tipo de que  cooperativa que emplea a las economías de escala en nombre de sus miembros minoristas. Los minoristas de cooperativas utilizan su poder de compra para adquirir descuentos de los fabricantes y, suelen compartir los gastos de comercialización. Una cooperativa de minoristas es esencialmente un grupo de empresas de propiedad independiente que reúnen sus recursos para comprar a bulto, por logeneral mediante el establecimiento de una organización central de compras, y participar en los esfuerzos de promoción conjunta. Es común que las tiendas de propiedad  local de abarrotes, ferreterías y las farmacias participen en las cooperativas minoristas. 
Consumidores de cooperativas, a veces se denomina "cooperativas minoristas" y debe de distinguirse de las cooperativas minoristas.

## Gobernabilidad y operación
Las cooperativas minoristas se rigen por el control democrático de los miembros, lo que generalmente significa un voto por miembro. Algunas empresas, como E. Leclerc, son capaces de tomar decisiones de esta manera, con cada miembro de la empresa recibiendo un voto. Para muchos minoristas cooperativas, sin embargo, es difícil conseguir una norma democrática. Puesto que los miembros son las empresas y no a individuos, ofreciendo un voto por miembro dejará a los miembro de las empresas su representadas. Si la cantidad de votos se basa en el tamaño de la empresa, existe el riesgo de todas las empresas de menor tamaño en ser cooperativo en minoría por un negocio más grande. Una solución democrática que las cooperativas de muchos minoristas emplean es un aumento de los votos en función del tamaño del negocio, hasta cierto punto, dicen los 5 o 10 votos. De esta manera, existe un grado variable de representación de las empresas, pero ningún miembro puede obtener demasiado control.

## Financiación / Objetivos Económicos
Con el fin de reducir los costos, las cooperativas minoristas establecen ubicaciones centrales de compra, proporcionándoles la oportunidad de comprar en bulto. Las cooperativas minoristas también se dedican a la publicidad y promoción grupales y, surtir mercancía uniformemente, y la marca privada.  Esto conduce al reconocimiento de los consumidores de marcas como ACE Hardware, dando a las tiendas de los beneficios de ser una franquicia, con la autonomía y la libertad de una tienda independiente.
El objetivo de la cooperativa es mejorar las condiciones de compra para sus miembros, que son comercios al por menor en esté caso. El incentivo para permanecer en la cooperativa se debe en gran parte a los beneficios que obtienen los miembros. En general, los excedentess son compartidos por los miembros de acuerdo a su entrada original.

## Ejemplos
AUSTRALIA/NUEVA ZELANDA
- Mitre 10
- Foodstuffs
- Frontline Stores Australia Limited[7]

CANADA
- Carpet One

ESPAÑA
- Grupo Unide
- Grupo IFA

ESTADOS UNIDOS
- Carpet One
- Ace Hardware
- Do It Best
- True Value
- Best Western
- ShopRite
- National Automotive Parts Association (NAPA)

FRANCIA
- E.Leclerc
- Les Mousquetaires
- Systeme U

ALEMANIA
- Edeka

REINO UNIDO
- Nisa-Today's